# سیارک ۱۸۹۳۴۷
سیارک ۱۸۹۳۴۷ (به انگلیسی: 189347 Qian، نامگذاری:2008BQ15) صد و هشتاد و نه هزار و سیصد و چهل و هفتمین سیارک کشف شده‌است که در ۲۸ ژانویه ۲۰۰۸ کشف شد.